# Mexico City Open 2023
Il Mexico City Open 2023 è stato un torneo maschile di tennis giocato sulla terra rossa. È stata la 2ª edizione del torneo, facente parte della categoria Challenger 125 nell'ambito dell'ATP Challenger Tour 2023. Si è giocato al Centro Deportivo Chapultepec di Città del Messico, in Messico, dal 27 marzo al 1º aprile 2023.

## Partecipanti

### Teste di serie
| Nazionalità | Giocatore             | Ranking* | Testa di serie |
| ----------- | --------------------- | -------- | -------------- |
| Svizzera    | Marc-Andrea Hüsler    | 47       | 1              |
| Colombia    | Daniel Elahi Galán    | 89       | 2              |
| Argentina   | Facundo Bagnis        | 100      | 3              |
| Australia   | James Duckworth       | 112      | 4              |
| Germania    | Yannick Hanfmann      | 134      | 5              |
| Cile        | Alejandro Tabilo      | 162      | 6              |
| Brasile     | Felipe Meligeni Alves | 164      | 7              |
| Italia      | Luciano Darderi       | 173      | 8              |

* Ranking al 20 marzo 2023.

### Altri partecipanti
I seguenti giocatori hanno ricevuto una wild card per il tabellone principale:
- Nicolás Mejía
- Rodrigo Pacheco Méndez
- Bernard Tomic

Il seguente giocatore è entrato in tabellone come alternate:
- Thiago Agustín Tirante

I seguenti giocatori sono passati dalle qualificazioni:
- Maximilian Neuchrist
- Dominik Koepfer
- Elmar Ejupovic
- Juan Ignacio Londero
- Térence Atmane
- Federico Gaio

## Punti e montepremi
| Torneo    | Torneo              | V      | F      | SF    | QF    | 2T    | 1T    | Q | Q2  | Q1  |
| Singolare | Punti               | 125    | 75     | 45    | 25    | 11    | 0     | 5 | 2   | 0   |
| Singolare | Premi in denaro ($) | 21 650 | 12 770 | 7 560 | 4 400 | 2 590 | 1 565 | – | 785 | 395 |
| Doppio    | Punti               | 125    | 75     | 45    | 25    | –     | 0     | – | –   | –   |
| Doppio    | Premi in denaro ($) | 9 350  | 5 440  | 3 250 | 1 930 | –     | 1,080 | – | –   | –   |

## Campioni

### Singolare
Dominik Koepfer ha sconfitto in finale  Thiago Agustín Tirante con il punteggio di 2–6, 6–4, 6–2.

### Doppio
Boris Arias /  Federico Zeballos hanno sconfitto in finale  Evan King /  Reese Stalder con il punteggio di 7–5, 5–7, [10–2].